# Dodge Luxury Liner
Der Dodge Luxury Liner (auch Dodge Serie D11, später Dodge Serie D14 / D17) war ein PKW der Firma Dodge in Detroit, der als ein Nachfolger der Dodge D8-Serie im Oktober 1938 als Modell 1939 vorgestellt wurde. Er wurde im Folgejahr weitergebaut.

## Von Jahr zu Jahr

### Serie D11 (Oktober 1938–Oktober 1939)
Der Wagen hatte – wie seine Vorgänger – einen seitengesteuerten Sechszylinder-Reihenmotor mit 3569 cm³, der 87 bhp (64 kW) bei 3600/min leistete. Einscheiben-Trockenkupplung, Dreiganggetriebe und Hinterradantrieb hatte auch dieses Fahrzeug. Auf Wunsch war eine Halbautomatik (durch Vakuum automatisch betätigte Kupplung) verfügbar.
Es gab zwei Ausstattungsvarianten, den einfacher ausgestatteten Special und den besser ausgestatteten Deluxe. Beide Varianten gab es auf dem kurzen Fahrgestell mit 2972 mm Radstand. Vom Deluxe gab es zusätzlich eine Ausführung mit langem Fahrgestell (3404 mm Radstand). Der Special wurde nur als 2- oder 4-türige Limousine oder als 2-türiges Business-Coupé mit 2 Sitzplätzen ausgeliefert. Vom Deluxe gab es zusätzlich drei weitere Coupé-Varianten mit 2, 4 oder 5 Sitzplätzen. Wie beim Vorgänger gab es vom „langen“ Deluxe eine 7-sitzige Limousine und eine 5-sitzige Pullman-Limousine.
Diese Karosserien waren komplett überarbeitet: Die Hauptscheinwerfer waren nun in die vorderen Kotflügel integriert worden. Diese Kotflügel waren zudem deutlich wuchtiger ausgefallen, das Fließheck dafür länger und eleganter. Die Front mit dem breiten Kühlergrill mit horizontalen Chromstäben war etwas nach vorne geneigt, was dem Auto ein „schnelleres“ Aussehen gab („Forward-Design“).

### Serie D14 / D17 (Oktober 1939–Oktober 1940)
Im Folgejahr wurden überarbeitete Luxury Liner vorgestellt. Der Special (D17) und der Deluxe (D14) hatten eigene Modellnummern bekommen. Die kurzen Fahrgestelle waren um 2,5″ auf 3035 mm Radstand gewachsen, die langen um 5,5″ auf 3543 mm Radstand. Der verchromte Kühlergrill war weiter nach oben gezogen worden. Zur Modellpalette des Vorjahres kam beim Deluxe noch ein 2-türiges Cabriolet mit 5 Sitzen auf Coupébasis dazu.
Im September 1940 ließ man den Namen Luxury Liner fallen. Die Nachfolger hießen Deluxe und Custom.